# Platysteira castanea
El batis carunculado castaño (Platysteira castanea) es una especie de ave paseriforme de la familia Platysteiridae propia de África Central y Oriental.

## Distribución y hábitat
Se lo encuentra en Angola, Camerún, República Centroafricana, República del Congo, República Democrática del Congo, Guinea Ecuatorial, Gabón, Kenia, Nigeria, Sudán del Sur, Tanzania, Uganda y Zambia. Sus hábitats naturales son los bosques bajos húmedos tropicales, los pantanos tropicales, y la sabana húmeda.